# Rho Centauri
Rho Centauri (ρ Cen, ρ Centauri) é uma estrela na constelação de Centaurus. Com uma magnitude aparente visual de  3,96, é visível a olho nu em locais sem poluição luminosa excessiva. De acordo com medições de paralaxe pela sonda Gaia, está localizada a aproximadamente 260 anos-luz (80 parsecs) da Terra, embora essa medição possua alta incerteza devido à presença de uma estrela companheira.
Rho Centauri é uma estrela de classe B da sequência principal com um tipo espectral de B3V e temperatura efetiva de 19 500 K, a qual corresponde a uma coloração azul-branca. Tem uma massa equivalente a 6,6 vezes a massa solar, raio de 3,8 raios solares e está brilhando com 2 800 vezes a luminosidade solar. Possui uma velocidade de rotação projetada rápida de 110 km/s e sua idade, estimada a partir de modelos evolucionários, é de 23,7 milhões de anos.
Rho Centauri pertence ao subgrupo Centaurus Inferior-Crux da associação Scorpius–Centaurus, a associação OB mais próxima do Sol. Os dados astrométricos da sonda Hipparcos mostram que o movimento próprio de Rho Centauri possui uma aceleração significativa, indicando que ela é uma binária astrométrica. Uma pesquisa interferométrica de 2013 detectou uma estrela companheira a uma separação de 54,12 milissegundos de arco, o que corresponde a 5,68 UA. A razão de massas do sistema é estimada em 0,65.